# Tachina rufiventris
Tachina rufiventris là một loài ruồi trong họ Tachinidae.